# Nowy Korczyn (gmina 1870–1954)
Nowy Korczyn (do 1870 i 1915–1919 miasto Nowy Korczyn) – dawna gmina wiejska istniejąca do 1954 roku w woj. kieleckim. Siedzibą władz gminy była osada miejska Nowy Korczyn.
Gmina Nowy Korczyn powstała 1 stycznia?/13 stycznia 1870 w powiecie stopnickim w guberni kieleckiej w związku z utratą praw miejskich przez miasto Nowy Korczyn i przekształceniu jego w wiejską gminę Nowy Korczyn w granicach dotychczasowego miasta. 
W 1915 roku austriackie władze okupacyjne wprowadziły administrację cywilną i przekształciły wiejską gminę Nowy Korczyn ponownie w miasto, liczące w 1916 roku 3765 mieszkańców. Władze polskie nie uznały jednak Noweg Korczyna za miasto w 1919 roku, przez co Nowy Korczyn powrócił do statusu gminy wiejskiej.
W okresie międzywojennym gmina Nowy Korczyn należała do powiatu stopnickiego w woj. kieleckim. Po wojnie gmina zachowała przynależność administracyjną. 1 kwietnia 1930 gmina otrzymała status gminy wiejskiej o miejskich uprawnieniach finansowych. 1 kwietnia 1938 do gminy Nowy Korczyn przyłączono część obszaru gminy Opatowiec (wsie Zawodzie Prywatne i Zawodzie Rządowe) z powiatu pińczowskiego.
12 marca 1948 roku zmieniono nazwę powiatu stopnickiego na buski. 1 lipca 1952 gmina składała się nadal z samej siedziby i przez to nie była podzielona na gromady.
Jednostka została zniesiona 29 września 1954 roku wraz z reformą wprowadzającą gromady w miejsce gmin. Po reaktywowaniu gmin 1 stycznia 1973 roku utworzono gminę Nowy Korczyn w powiecie buskim w tymże województwie z obszaru dawnych gmin Nowy Korczyn, Grotniki i Pawłów.